# Джон Картерет, 2-й граф Ґранвілл
Джон Картерет, 2-й граф Ґранвілл, 7-й сеньйор Сарк, KG, PC ( [kɑrtəˈrɛt] ; 22 квітня 1690 – 2 січня 1763), широко відомий під своїм раннім титулом Лорд Картерет, був британським державним діячем і лордом-президентом Ради з 1751 по 1763 рік; він надзвичайно тісно співпрацював із прем'єр-міністром країни Спенсером Комптоном, графом Вілмінгтоном, щоб координувати справи з різними фракціями уряду. Він був сеньйором Сарка з 1715 по 1720 рік, коли продав свій феод. Він обіймав (заочно) посаду судового пристава Джерсі з 1715 по 1763 рік.

## Витоки
Він був сином і спадкоємцем Джорджа Картерета, 1-го барона Картерета (1667–1695), від його дружини леді Ґрейс Ґранвілл (бл. 1677–1744), suo jure 1-ша графиня Ґранвілл, 3-тя дочка Джона Ґранвілла, 1-го графа Бата (1628–1701) зі Стов-Гауза у парафії Кілкгамптон у Корнволлі. Нащадки цього шлюбу, барони Картерет, графи Ґранвілл і маркізи Бат (Тінн), були співспадкоємцями її бездітного племінника Вільяма Ґранвілла, 3-го графа Бата (1692–1711). Родина Картеретів була нормандського походження родом з  Нормандських островів.

## Раннє життя
Джон Картерет отримав освіту у Вестмінстерській школі та Крайст-Черчі в Оксфорді. Джонатан Свіфт сказав, що «з рідкісним захопленням, настільки незвичним для особи його суспільного рангу, що навіть не піддається жодному поясненню, він просто вбирав у себе греку, латину та філософію». Упродовж свого життя Картерет не лише виявляв гостру любов до класики, але й смак і знання сучасних мов і літератури. Він був майже єдиним англійським дворянином свого часу, який розмовляв німецькою , що дозволило йому спілкуватися з королем Георгом I, який не розмовляв англійською, і завоювати його довіру. Волтер Гарт, автор «Життя Густава Адольфа», відзначав допомогу, яку Картерет надавав королю.
17 жовтня 1710 року Картерет одружився з леді Френсіс Ворслі в Лонгліт-Гаузі. Вона була онукою першого віконта Веймута. Одна з їхніх дочок, Джорджіана Керолайн Картерет Спенсер, стала бабусею Джорджіани, герцогині Девонширської.
Після досягнення повноліття з 21 року лорд Картерет зайняв своє місце в Палаті лордів 25 травня 1711 року. Хоча його сім'я з обох сторін була віддана справі якобітів, Картерет був постійним прихильником Ганноверської династії, яка їх витіснила. Він був другом лідерів вігів Стенгоупа та Чарльза Спенсера, 3-го графа Сандерленда, і підтримав ухвалення Семилітнього акту.

## Дипломат
Інтереси Картерета були спрямовані на зовнішню, а не на внутрішню політику. Його серйозна діяльність у громадському житті почалася з його призначенням на початку 1719 року послом до Швеції. Протягом цього та наступного років він брав участь у порятунку Швеції від нападів Петра 1-го та в організації заспокоєння півночі. Його зусилля врешті увінчалися успіхом.
Протягом цього періоду дипломатичної роботи він набув виняткових знань про справи Європи, і зокрема Німеччини, і виявив великий такт і вдачу у спілкуванні зі шведським сенатом, з королевою Ульрікою, з королем Данії Фредеріком IV і королем Фрідріхом Вільгельмом І Прусським. Але він не зумів уникнути інтриг двору та парламенту в Лондоні. Призначений державним секретарем Південного департаменту після повернення додому, він незабаром втягнувся в конфлікти через інтриги Чарльза Таунзенда та Роберта Волпола.

## Суперництво з Волполом
Для Роберта Волпола, який дивився на кожного здатного колегу чи підлеглого як на ворога, якого треба усунути, Картерет був очевидним об'єктом суперництва. Одна лише його здатність розмовляти з королем німецькою змусила б сера Роберта ненавидіти його. Отже, коли бурхлива агітація в Ірландії проти півпенса Вуда призвела до необхідності замінити герцога Ґрафтона на посаді лорда-лейтенанта, Картерета було відправлено до Дубліна, куди він прибув 23 жовтня 1724 року. У 1725 році Триніті-коледж у Дубліні відзначив його почесним докторатом. У перші місяці свого перебування на посаді йому довелося мати справу з шаленою опозицією проти півпенса Вуда та протидіяти ефекту Свіфтових «Листів Дрейпіра». Картерет сильно симпатизував Свіфту, який також був другом родини його дружини. Дуже сумнівно, чи міг би Картерет поєднати свій обов'язок перед короною з особистою дружбою, якби уряд наполегливо намагався нав'язати ненависну монету ірландському народу. Однак патент Вуда був відкликаний, і Ірландія заспокоїлася. Картерет був багатим і популярним лордом-лейтенантом, який сподобався як англійцям, так і корінним ірландцям. Він у всі часи був пристрасний до пишної гостинності і, за свідченням сучасників, «надто любив бордо». Він залишався на посаді до 1730 року.

## Америка
Картерет успадкував одну восьму частки в провінції Кароліна через свого прадіда сера Джорджа Картерета. У 1727 і 1728 роках Джон дізнався, що власники акцій, що залишилися, планують відпродати їх короні. Картерет відмовився приєднатися до них. У 1729 році інші відмовилися від своїх претензій, але в 1730 році Картерет, щоб зберегти власність на свою частку, погодився відмовитися від будь-якої участі в уряді.
Пізніше частка Картерета була визначена як смуга землі шириною 60 миль у Північній Кароліні, що примикає до кордону Вірджинії, і стала відомою як округ Ґранвілл. Землі округу Ґранвілл належали родини Картерет до смерті сина Картерета Роберта в 1776 році. Після війни за незалежність США спадкоємці Роберта отримали часткову компенсацію від корони за втрату земель.

## Королева Кароліна
Коли Картерет повернувся до Лондона в 1730 році, Роберт Волпол твердо керував Палатою громад і був довіреним міністром короля Георга II. Волпол також мав повну довіру королеви Кароліни, якій він навіяв упереджене ставлення до Картерета. До падіння Волпола в 1742 році Картерет не міг брати участі в державних справах, окрім як лідер опозиції в Палаті лордів. Його блискучі риси були дещо затьмарені його досить нестабільною поведінкою та певним презирством, частково аристократичним, а частково інтелектуальним, до звичайних людей і звичаїв. Він намагався догодити королеві Кароліні, яка любила літературу, і йому належить заслуга в тому, що він оплатив витрати на перше розкішне видання «Дон Кіхота», щоб догодити їй.. Він також брав участь у створенні Лікарні для підкинутих немовлят, благодійної організації, підтримуваної королевою, для якої він став губернатором-засновником.  Але він неохоче і дуже нерозумно дозволив собі вплутатися в скандальну сімейну сварку між Фредеріком, принцом Уельським, і його батьками. Королеву Кароліну спонукали назвати Картерета і Болінґброка «двома найнікчемнішими людьми в країні».

## Державний секретар
Картерет прийняв народний бік протесту проти Роберта Волпола за те, що він не оголошував війну Іспанії. Коли наближалася війна за австрійську спадщину, його симпатії були повністю на стороні Марії Терезії Австрійської, головним чином на тій підставі, що падіння дому Австрії небезпечно посилить могутність Франції, навіть якщо вона не доб'ється приєднання територій. Ці його погляди подобались Георгові II, який радо прийняв його на посаду державного секретаря в 1742 році. У 1743 році він супроводжував короля до Німеччини і був присутній у битві при Деттінгені 27 червня 1743 року. Він обіймав посаду секретаря до листопада 1744 року.
Картерет домігся угоди між Марією Терезією та Фрідріхом II Прусським. Він розумів відносини європейських держав і інтереси Великої Британії між ними. Але недоліки, які зробили його нездатним подолати інтриги Волпола, зробили його так само нездатним боротися з Пелемами (Генрі Пелемом і його старшим братом Томасом Пелем-Голлсом, 1-м герцогом Ньюкасла, які стали наступними прем'єр-міністрами). Його підтримку політики короля було засуджено як підпорядкування Ганноверу. Пітт назвав його «негідним, єдиним міністром, який зрікся британської нації». Кілька років потому Пітт прийняв таку ж політику і заявив, що все, що він знав, він навчився від Картерета.

## Ерл Ґранвілл
18 жовтня 1744 року після смерті матері Картерет став 2-м графом Ґранвіллом. Його перша дружина леді Френсіс Ворслі померла 20 червня 1743 року в Ганновері, а в квітні 1744 року він одружився з леді Софією Фермор, донькою Томаса Фермора, 1-го графа Помфрета, модною красунею та «пані першого тоста» лондонського товариства, яка була молодшою від його дочок. Показне виконання Ґранвіллом ролі коханця було висміяне Горасом Волполом як «Весілля нашого великого Кіхота та прекрасної Софії» і «Мій лорд залишався з нею до четвертої години ранку. Вони сама нерозлучність  —  ходять разом і зупиняються кожні п'ять кроків, щоб поцілуватись».
Графиня Ґранвілл померла 7 жовтня 1745 року, народивши одну доньку Софію Картерет, яка стала дружиною Вільяма Петті, 2-го графа Шелберна, пізніше 1-го маркіза Ленсдауну. Другий шлюб Ґранвілла, можливо, зробив дещо для посилення його репутації ексцентричної людини. У лютому 1746 року він потрапив у підступну ситуацію, підстроєну Пелемами, прийнявши посаду секретаря, але подавши у відставку протягом сорока восьми годин. У червні 1751 року він став президентом ради, і король все ще любив його і довіряв йому, але його участь в уряді не виходила за рамки надання порад і намагань просувати міністерські домовленості. У 1756 році Ньюкасл попросив його стати прем'єр-міністром як альтернативу Пітту, але, прекрасно розуміючи, чому була зроблена пропозиція, Картерет відмовився і підтримав Пітта. Коли в жовтні 1761 року Пітт, який мав інформацію про підписання «Сімейного договору», бажав оголосити війну Іспанії та оголосив про свій намір піти у відставку, якщо його порада не буде прийнята, Ґранвілл відповів, що «хай вирішать голоси більшості (кабінету)». Він схвально відгукувався про Пітта, але заперечував його претензії вважатися «єдиним міністром» або прем'єр-міністром.
Більш ніж сумнівно, щоб він справді сказав фрази, приписані йому в щорічному реєстрі за 1761 рік, але протоколи Ради показують, що вони приблизно висловлюють його думки.

## Одруження і нашадки
Одружувався двічі:
- Перший раз із Франсез Ворслі (померла 1743), дочкою сера Роберта Ворслі, 4-го баронета [15], з якою він мав щонайменше 6 дітей; 2 синів і 4 дочок:
  - Джордж Картерет, народився 14 лютого 1716 р., охрещений 11 березня 1716 р. у Сент-Мартін-ін-зе-Філдс, Вестмінстер, старший син, який помер раніше від свого батька.
  - Роберт Картерет, 3-й граф Ґранвілл (1721–1776), народився 21 вересня 1721, охрещений 17 жовтня 1721 у Сент-Мартін-ін-де-Філдс, Вестмінстер, старший син і спадкоємець.
  - Луїза Картерет (бл. 1712–1736), дружина Томаса Тінна, 2-го віконта Веймута з Лонґліта у Вілтширі, була предком маркізів Батських (створених у 1789 році) та баронів Картерет (друге створення 1784 року).
  - Ґрейс Картерет (нар. 8 липня 1713 р., охрещена 22 липня 1713 р. у Сент-Джеймсі, Вестмінстер), дружина Лайонела Толмаша, 4-го графа Дайсарта і мала дітей.
  - Джорджіана Керолайн Картерет (нар. 12 березня 1715 р., охрещена 5 квітня 1715 р. у Сент-Мартін-ін-зе-Філдс, Вестмінстер; померла 1780), дружина члена парламента Джона Спенсера, матір Джона Спенсера, 1-го графа Спенсера; вдруге дружина Вільяма Клаверінга-Каупера, 2-го графа Каупера.
  - Френсіс Картерет (нар. 6 квітня 1718 р., охрещена 1 травня 1718 р. у Сент-Мартін-ін-де-Філдс, Вестмінстер), дружина (з 1748 р.) Джона Гея, 4-го маркіза Твіддейла.
- Вдруге, у 1744 році він одружився з Софією Фермор (померла 1745), донькою Томаса Фермора, 1-го графа Помфрета[16]. Вона померла наступного року, народивши їхню єдину дочку:
  - Софія Картерет, дружина Вільяма Петті, 1-го маркіза Ленсдаунського, мала потомство.

## Смерть і поховання
Він залишався на посаді президента Таємної ради до своєї смерті 2 січня 1763 року. Останнім його вчинком було те, що він на смертному одрі прослухав пропоновані статті Паризького договору (1763 р.) які йому перечитав заступник державного секретаря Роберт Вуд, автор есе про оригінальний геній і твори Гомера, який вважав за краще відкласти підготовку договору, але Ґранвілл сказав, що це «знехтувавши обов'язком, він не продовжить йому життя» і процитував давньогрецькою промову Сарпедона з «Іліади» xii. 322–328,   повторивши останнє слово ἴομεν («йомен») (перше слово вірша 328), що означало «рушаймо далі». Вуд згадував цю подію так:
«Однак під час того активного періоду, мої обов'язки змушували мене час від часу відвідувати дворянина, який, головуючи на радах Його Величності, залишав кілька моментів для літературних розваг. Його світлість дуже прихильно ставився до цього питання; і я рідко мав честь отримувати його вказівки у справах, щоби при цьому він не завів мову про Грецію та Гомера. За кілька днів до його смерті мені було наказано чекати його світлості з попередніми статтями Паризького договору, і він мені здався настільки млявим, що я запропонував відкласти свою справу на інший час, але він наполягав, щоб я залишився, кажучи: нехтування нашим обов'язком не продовжить йому життя; і, повторивши наступний уривок із Сарпедонової промови, він зупинився з особливим наголосом на третьому рядку, який нагадав йому про визначну роль, яку він брав у державних справах. Його світлість кілька разів повторив останнє слово зі спокійною і рішучою покорою: і після серйозної паузи в кілька хвилин він забажав почути зачитування Договору; до якого він прислухався з великою увагою: і настільки опритомнів, щоб оголосити схвалення вмираючого державного діяча (я використовую його власні слова) щодо найславетнішої війни та найчеснішого миру, які коли-небудь бачила ця нація».
Він помер у своєму будинку на Арлінгтон-стріт, Лондон, 2 січня 1763 року. Його останки були поховані у Вестмінстерському абатстві.

## Правонаступництво
Титул графа Ґранвілла перейшов до його сина Роберта, який помер без потомства в 1776 році, і з його смертю династія цього графства обірвалась.

## Спадщина
Два округи Північної Кароліни були названі на честь лорда Картерета: округ Картерет (заснований у 1722 році) та округ Ґранвілл (1746 рік). Протягом 17-го та 18-го століть територія, яка зараз є Південною Кароліною, використовувала назви Картерет і Ґранвілл для кількох своїх округів.
Іменем Джона Картерета, 2-го графа Ґранвілла названі вулиці Ґранвілл у Ванкувері, Британська Колумбія; міста Ґранвілл, Массачусетс ; Ґранвілл, Нью-Йорк ; центр Granville Centre, Нова Шотландія, і пором Granville Ferry. Перекладач Джордж Сейл присвятив Ґранвіллу свій історичний переклад Корану.
Джон Картерет виступає одним з героїв фільму Антона Лессера «Пірати Карибського моря: На дивних берегах» 2011 року.

## Зовнішні посилання
- decarteret.org.uk Особистий аркуш